# Hallaton-Helm
Der Hallaton-Helm ist ein im Jahr 2000 in Hallaton in der britischen Grafschaft Leicestershire gefundener römischer Kavallerie-Paradehelm aus dem 1. Jahrhundert n. Chr.

## Fundort
Der Fundort in Hallaton scheint der Ort eines Heiligtums aus der vorrömischen Zeit zu sein, an welchem in großem Umfang Tiere geopfert wurden. Von den über 7000 gefundenen Knochen sind 97 % Schweineknochen. Die Opfertiere wurden anscheinend als Ganzes einer Gottheit gewidmet. Zu der Spitze des Hügels mit dem Heiligtum, das von Palisade und Graben umgeben war, führte wahrscheinlich eine Prozessionsstraße. In römischer Zeit war der Hügel im Gebiet der Corieltauvi gelegen.

## Fund- und Restaurierungsgeschichte
Die Fundstelle des Hallaton-Helms wurde von einem privaten Schatzsucher mit seiner Sonde im Jahre 2000 ausgemacht. Seine Entdeckung meldete er den zuständigen Behörden, die dann im Jahre 2003 mit wissenschaftlichen Grabungen begannen. Der Helm wurde zusammen mit über fünftausend Münzen gefunden. Der Münzfund enthielt auch die älteste bisher im früheren Britannien gefundene römische Münze aus dem Jahre 211 vor Christus. Zur Restaurierung im British Museum in London wurde der Helm, von Gips umgeben, als Klumpen geborgen.
Der Schatzsucher musste sich die Auszahlung des Wertes des Fundes gemäß dem geltenden Fundrecht, nach dem Treasure Act, in Höhe von 300.000 £ Sterling mit dem Grundbesitzer teilen. Die Gesamtkosten einschließlich der Restaurierung und Konservierung des Helmes im British Museum in Höhe von 1 Million £ Sterling wurden von der Grafschaft Leicestershire hauptsächlich durch Lottogelder und andere Spenden aufgebracht. Seit Januar 2012 ist der Helm, der im British Museum aus Tausenden von Einzelteilen wieder zusammengesetzt werden musste, im Harborough Museum in Market Harborough in Leicestershire zusammen mit anderen Fundstücken ausgestellt.

## Beschreibung des Helms
Der Hallaton-Helm ist ein dreiteiliger römischer Kavalleriehelm, wie er von den Hilfstruppen der Reiterei bei Paraden, den hippica gymnasia, getragen wurden. Bei diesen Spielen waren Reiter und Pferde reich mit Kleidung und anderen Utensilien wie Rüstung und Federn ausgestattet. Die Reiter zeigten dabei ihr Können und stellten unter anderem auch Szenen aus dem Trojanischen Krieg nach.
An dem Hallaton-Helm aus relativ dünnem Eisen befand sich noch der größte Teil der Silber- und Goldfassung. Die ursprünglich am Helm befestigten Wangenklappen sind nicht erhalten, es wurden jedoch an der Fundstelle mehrere einzelne Wangenklappen gefunden. Der Helm zeichnet sich durch einen ausgeprägten Stirnschutz und einen langgezogenen Nackenschutz aus.
Die Verzierungen des Helms ähneln denen auf dem in Xanten-Wardt gefundenen Reiterhelm. Der Helm ist mit Lorbeerzweigen verziert. In der Mitte des Stirnschutzes befindet sich eine heute stark beschädigte Göttin, die von zwei Löwen flankiert wird. Die gefundenen Wangenklappen waren reich verziert. Eine zeigt einen triumphierenden römischen Kaiser, der mit seinem Pferd und mit hocherhobenem Arm über einen Barbaren hinwegreitet, während er von Victoria gekrönt wird. Eine andere Wangenklappe zeigt eine Figur mit einem großen Füllhorn, darunter einen römischen Helm und ein Schild.

## Interpretation des Fundes
Der Fund dieses römischen Prunkhelms in einem einheimischen Heiligtum ist sehr ungewöhnlich. Der Helm wurde wahrscheinlich zwischen 25 und 50 nach Christus hergestellt, das heißt um die Zeit der Eroberung Britanniens durch die Römer im Jahre 43 AD. Bisher gibt es verschiedene Theorien darüber, warum der Helm in das Heiligtum kam. Eine besagt, dass der Besitzer ein Britannier war, der in der römischen Kavallerie diente. Eine weitere Mutmaßung ist, dass der Helm ein diplomatisches Geschenk der Römer war. Dass der Helm ein Beutestück aus einer Schlacht gewesen sein könnte, wird ausgeschlossen, da er als Schutz in einem Gefecht zu dünn ist und die Verzierungen zu kostspielig sind.